# Nadève Ménard
Nadève Ménard, née en 1975 à Brooklyn, New York, est une écrivaine haïtienne, professeure à l'École normale supérieure de Port-au-Prince. Sa famille  déménage en Haïti quand elle a 11 ans. Elle fait ses études universitaires à l'université Johns-Hopkins et l'université de Pennsylvanie.

## Biographie
Nadève Ménard est née aux États-Unis, à Brooklyn. Elle est issue d'une famille d'intellectuels, d'écrivains, de poète et d'historiens : fille d'Évelyne Trouillot et nièce de l'écrivain et poète Lyonel Trouillot[réf. nécessaire].

### Parcours académique
Après ses études secondaires à Port-au-Prince, elle part pour les États-Unis, où elle fait ses études universitaires à l'université Johns-Hopkins. À Baltimore, à la fin des années 1990, elle anime des ateliers sur la littérature à l'intention des élèves du secondaire. En 2002, elle obtient un doctorat de l'université de Pennsylvanie avec une thèse intitulée : The Occupied Novel : the representation of foreigners in Haitian novels written during the US occupation, 1915-1934. Elle continue depuis à s'intéresser à la littérature et l'enseignement.

### Carrière professionnelle
En 2000, elle devient professeure à l'École normale supérieure de l'université d'État d'Haïti. En 2003, elle enseigne pendant six mois les littératures d'expression anglaise à l'Union School et en 2007, son enseignement se base spécifiquement sur la littérature contemporaine. Elle travaille aussi sur les littératures francophones de l'Afrique et des Antilles françaises.

### Œuvres littéraires
Nadève Ménard a contribué à plusieurs  œuvres littéraires concernant des évènements historiques, comme le massacre des Haïtiens en République dominicaine en 1937. Elle aborde des thèmes comme l'enfance, l'amour, l'imagination, les conflits (politiques,sociaux et familiaux) dans ses articles parus dans l'International Journal of Francophone Studies, la revue Conjonction et Le Cahier des anneaux de la mémoire.

### Publications
- Écrits d'Haïti : perspectives sur la littérature haïtienne contemporaine (1986-2006)
- Les enfants des héros de Lyonel Trouillot
- The Haiti Reader: History, Culture, Politics
- Haiti for the Haitians by Louis Joseph Janvier
- Why Haiti Needs new Narratives